# Содд
Содд (норв. Sodd) — традиционный норвежский суп из варёной баранины и фрикаделек из баранины или говядины. Фрикадельки обычно приправляют имбирём и мускатным орехом. Картофель и морковь помещают в прозрачный ароматный бульон. Правильным способом подачи считается, когда картофель и морковь варят отдельно, а затем добавляют только при подаче. Это делается за столом, покуда люди раскладывают свои порции.

## История
Содд описан в саге о Хаконе Добром XIII века, где Хакону Доброму пришлось съесть содд из жертвенного животного во время пира в Ладе.
Содд считается праздничной едой во многих частях Норвегии.
Это традиционное блюдо, которое больше всего ассоциируется с регионом Трёнделаг, где его обычно подают в торжественных случаях, таких как Рождество, свадьбы и церемонии конфирмации.